# Olga van Hannover
Olga Sophie Charlotte Anna Prinzessin von Hannover, van Groot-Brittannië en Ierland, Hertogin van Brunswijk en Lüneberg (Hannover, 17 februari 1958) is een prinses uit het Huis Hannover. 

## Levensloop
Zij is het vierde kind en de tweede dochter van Ernst August van Hannover (1914-1987) en Ortrud van Sleeswijk-Holstein-Sonderburg-Glücksburg. Haar oudste broer Ernst August is de echtgenoot van de Monegaskische prinses Caroline. Zij werd genoemd naar haar ongetrouwde oudtante Olga van Hannover-Cumberland. 
De prinses zelf is eveneens ongetrouwd en woont in Gut Calenberg, nabij Pattensen, Duitsland.